# Victor Mandinga
Victor Luís Pinto Fernandes Mandinga (Bafatá, 31 de Maio de 1962) geralmente conhecido por Nado Mandinga, é um político guineense , Ministro da Economia, Plano e Integração Regional no governo de Nuno Gomes Nabiam.

## Biografia
Licenciado em Economia pelo Instituto Superior de Economia da Universidade Técnica de Lisboa, com especialização em econometria e métodos matemáticos para economia (1975/1980).  Membro fundador do Partido da Convergência Democrática (PCD), uma formação política que dirigiu vários anos. Eleito várias vezes deputado da nação e foi reeleito deputado nesta X legislatura pela lista do Movimento para Alternância Democratica (MADEM). Exerceu várias vezes função do ministro. Pasta das Finanças, entre 2005/2007. Ministro do Comércio e Promoção Empresarial de 2016 a 2018. Ministro da Economia, Plano e Integração Regional no executivo de Nabiam.